# Macastre
Macastre és un municipi del País Valencià que es troba a la comarca de la Foia de Bunyol.
Limita amb Alboraig, Dosaigües i Iàtova.

## Geografia
Situat entre les conques dels rius Bunyol i Magre. El relleu és bastant accidentat i constituït per petites elevacions i llomes de materials cretacis integrats en el Sistema Ibèric. En la meitat nord destaca el tossal del Castell (430 msnm), al peu de la qual s'estén la població, després de salvar la rambla de l'Horteta, el terreny torna a elevar-se com en el Puntal de Santa Bàrbara (400 m) i el de la Foia de l'Estanquera (429 m); després sobrevé la vall del riu Magre i a l'altre costat, en l'extrem sud, comencen els primers contraforts de la serra de Dosaigües, de majors proporcions que les altures en terme de Macastre.

## Història

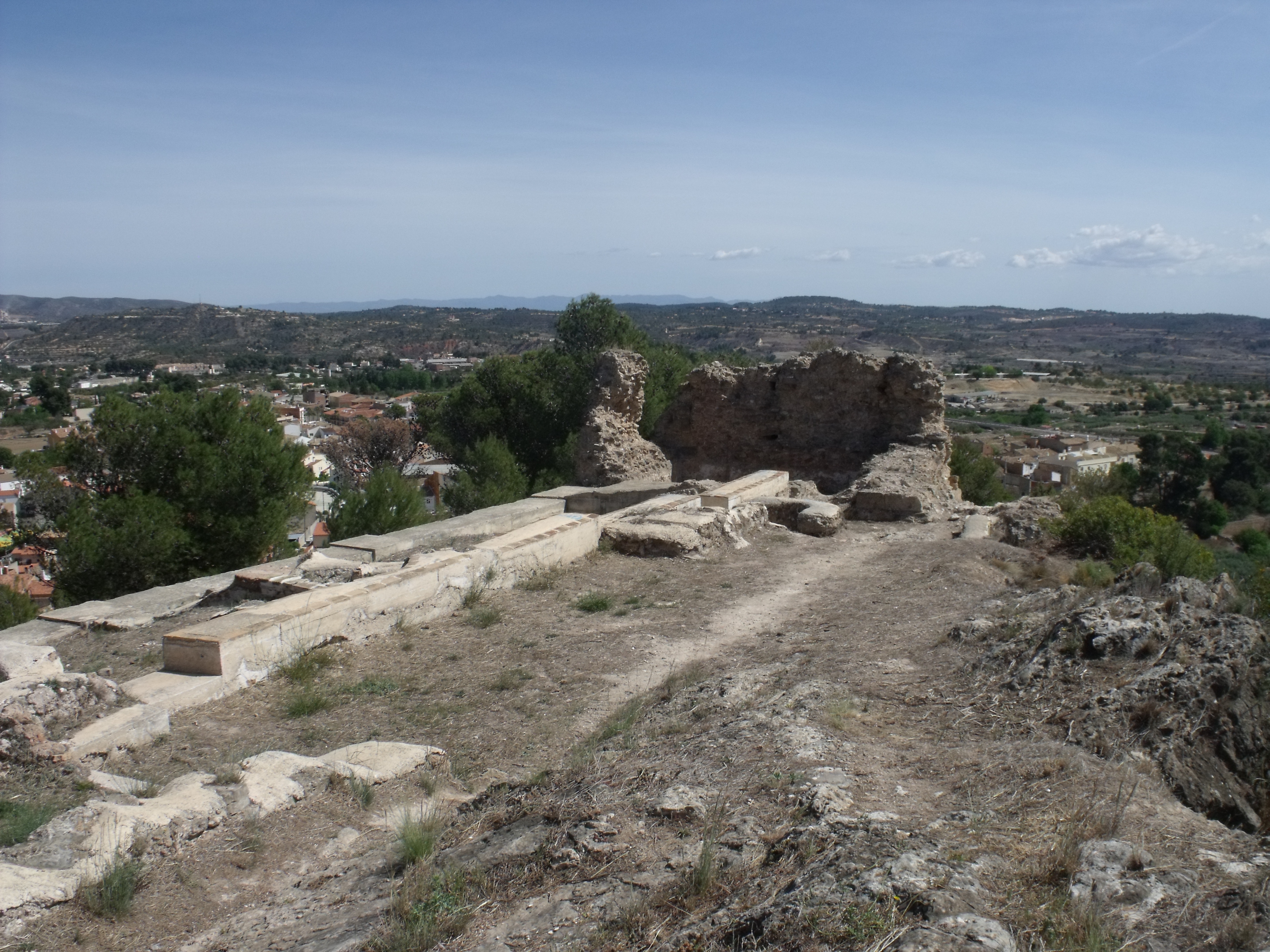
Castell

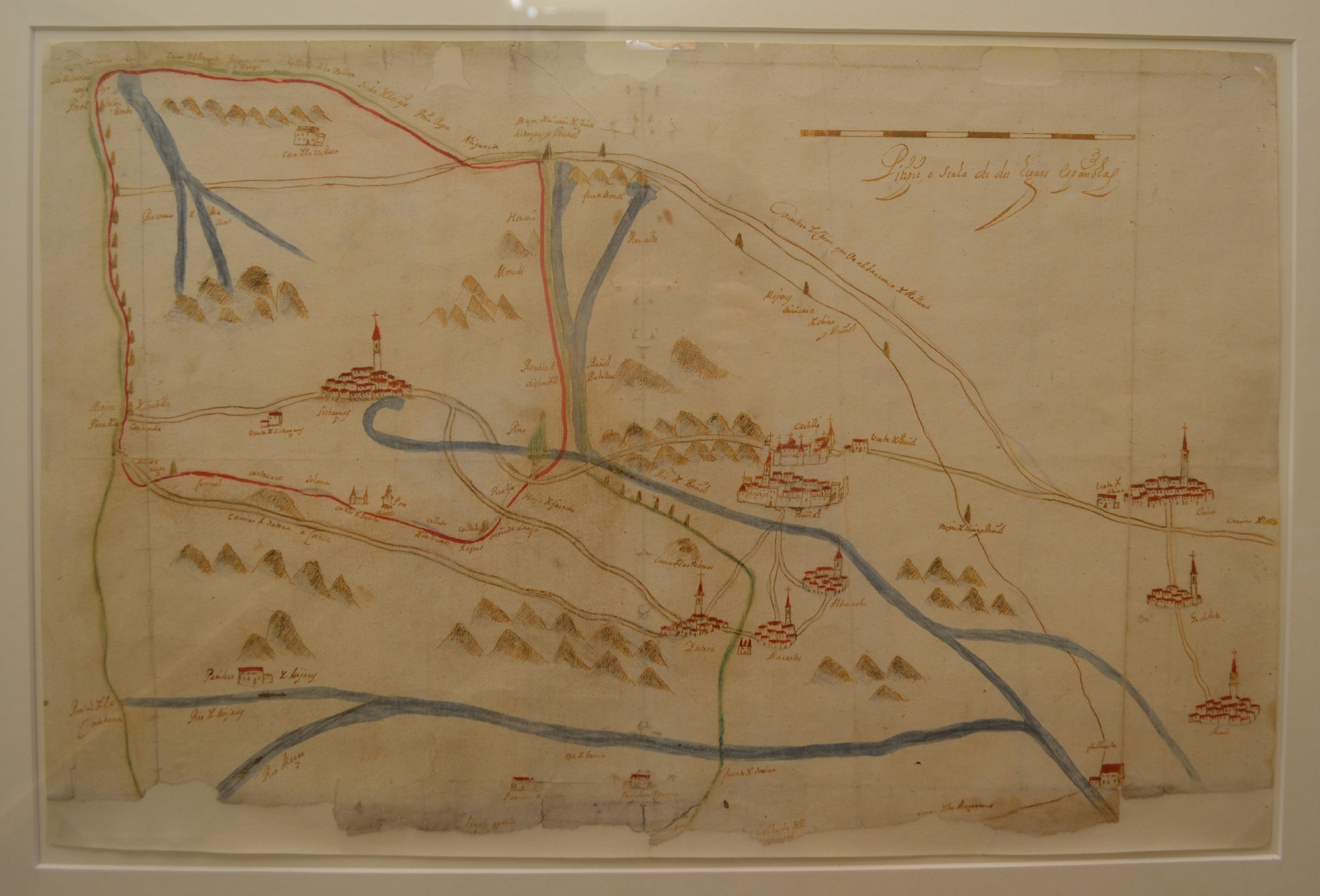
Mapa dels termes municipals de Setaigües, Bunyol, Xiva (Foia de Bunyol) i Macastre (1717)

Les restes de poblament humà més antigues que s'han trobat a Macastre corresponen a l'edat del bronze; de l'any 713 hi ha un tractat de capitulació en què ja es testimonia la presència musulmana; de l'any 1122 hi ha notícia de què el rei d'Aragó Alfons I (1073-1134) recaptava paries als almoràvits; en 1232, rere la capitulació de València, els castells, viles i alqueries són organitzats en feus i repartits per Jaume I (1208-1276) de manera que donen lloc al senyoriu de Bunyol que abraçava, si fa no fa, els límits de l'actual comarca de la Foia de Bunyol i que fou concedit, el 28 d'abril de 1238, a Roderic de Liçana, el qual va transferir-la a l'orde de l'Hospital. Fins a l'expulsió dels moriscs de 1609, la població creixia ràpidament –64 famílies en el desarmament del 1563 i 98 en la tatxa del 1602, ajudada per la importància estratègica del seu castell, a cavall dels regnes de València i de Castella; però eixa espenta demogràfica fon frustrada amb el desterrament dels moros i, si bé el 10 de novembre de 1611 es va concedir carta de poblament a diverses famílies cristianes pel senyor territorial, en Gaspar Mercader i Carroç, senyor de Macastre, els nous pobladors no arribaven a la vintena. Fins al segle xviii no es va produir la recuperació demogràfica, que des de llavors ha anat en ascens moderat fins a la davallada de població que tingué lloc en les dècades centrals del segle xx.

## Demografia
| 1990 | 1992 | 1994 | 1996 | 1998  | 2000  | 2002  | 2004  | 2006  | 2007  |
| ---- | ---- | ---- | ---- | ----- | ----- | ----- | ----- | ----- | ----- |
| 825  | 857  | 932  | 997  | 1.000 | 1.050 | 1.066 | 1.137 | 1.201 | 1.299 |

## Política i Govern

### Composició de la Corporació Municipal
El Ple de l'Ajuntament està format per 9 regidors. En les eleccions municipals de 26 de maig de 2019 foren elegits 4 regidors del Partit Popular (PP), 2 de l'agrupació d'electors Más Macastre (MM), 2 del Partit Socialista del País Valencià (PSPV) i 1 de Ciutadans - Partit de la Ciutadania (Cs).
| Eleccions municipals de 26 de maig de 2019 - Macastre |                                          |                                     |                                     |        |          |          |
| Candidatura | Candidatura                              | Candidatura                         | Cap de llista                       | Vots   | Vots     | Regidors |
| | Partit Popular                           |                                     | Vicente Montó Miralles              | 363    | 44,54%   | 4 (-1)   |
| | Más Macastre                             |                                     | Miguel Ángel Clemente Bonillo       | 177    | 21,72%   | 2 (+2)   |
| | Partit Socialista del País Valencià-PSOE |                                     | Margarita Romero Miralles           | 165    | 20,25%   | 2 (-2)   |
| | Ciutadans - Partit de la Ciutadania      |                                     | Miguel Ángel García Gilabert        | 105    | 12,88%   | 1 (+1)   |
| | Vots en blanc                            |                                     |                                     | 5      | 0,61%    |          |
| Total vots vàlids i regidors | Total vots vàlids i regidors             | Total vots vàlids i regidors        | Total vots vàlids i regidors        | 815    | 100 %    | 9        |
| | Vots nuls                                | Vots nuls                           | Vots nuls                           | 10     | 1,21%    |          |
| Participació (vots vàlids més nuls) | Participació (vots vàlids més nuls)      | Participació (vots vàlids més nuls) | Participació (vots vàlids més nuls) | 825    | 77,25%** |          |
| Abstenció | Abstenció                                | Abstenció                           | Abstenció                           | 242*   | 22,75%** |          |
| Total cens electoral | Total cens electoral                     | Total cens electoral                | Total cens electoral                | 1.067* | 100 %**  |          |
| Alcalde: Vicente Montó Miralles (PP) (15/06/2019) Per ser la llista més votada, després de no haver obtingut majoria absoluta dels regidors (4 vots de PP) |                                          |                                     |                                     |        |          |          |
| Fonts: JEC, JEZ Requena, Periòdic Ara. (* No són vots sinó electors. ** Percentatge respecte del cens electoral.)                                          |                                          |                                     |                                     |        |          |          |

### Alcaldes
Des de 2019 l'alcalde de Macastre és Vicente Montó Miralles del Partit Popular (PP).
| Període                       | Alcalde o alcaldessa                             | Partit polític | Data de possessió     | Observacions        |
| ----------------------------- | ------------------------------------------------ | -------------- | --------------------- | ------------------- |
| 1979–1983                     | Vicente Romero Domingo                           | PSPV-PSOE      | 19/04/1979            | --                  |
| 1983–1987                     | Vicente Romero Domingo                           | PSPV-PSOE      | 28/05/1983            | --                  |
| 1987–1991                     | Vicente Romero Domingo                           | PSPV-PSOE      | 30/06/1987            | --                  |
| 1991–1995                     | Vicente Romero Domingo                           | PSPV-PSOE      | 15/06/1991            | --                  |
| 1995–1999                     | Vicente Romero Domingo                           | PSPV-PSOE      | 17/06/1995            | --                  |
| 1999–2003                     | Josefa Malea Martínez José Vicente Sáez Miralles | PP EUPV        | 03/07/1999 15/02/2002 | Moció de censura -- |
| 2003–2007                     | José Vicente Sáez Miralles                       | PSPV-PSOE      | 14/06/2003            | --                  |
| 2007–2011                     | José Vicente Sáez Miralles                       | PSPV-PSOE      | 16/06/2007            | --                  |
| 2011–2015                     | Mª José Casero Malea                             | PP             | 11/06/2011            | --                  |
| 2015–2019                     | Mª José Casero Malea                             | PP             | 13/06/2015            | --                  |
| 2019-2023                     | Vicente Montó Miralles                           | PP             | 15/06/2019            | --                  |
| Des de 2023                   | n/d                                              | n/d            | 17/06/2023            | --                  |
| Fonts: Generalitat Valenciana |                                                  |                |                       |                     |

## Economia

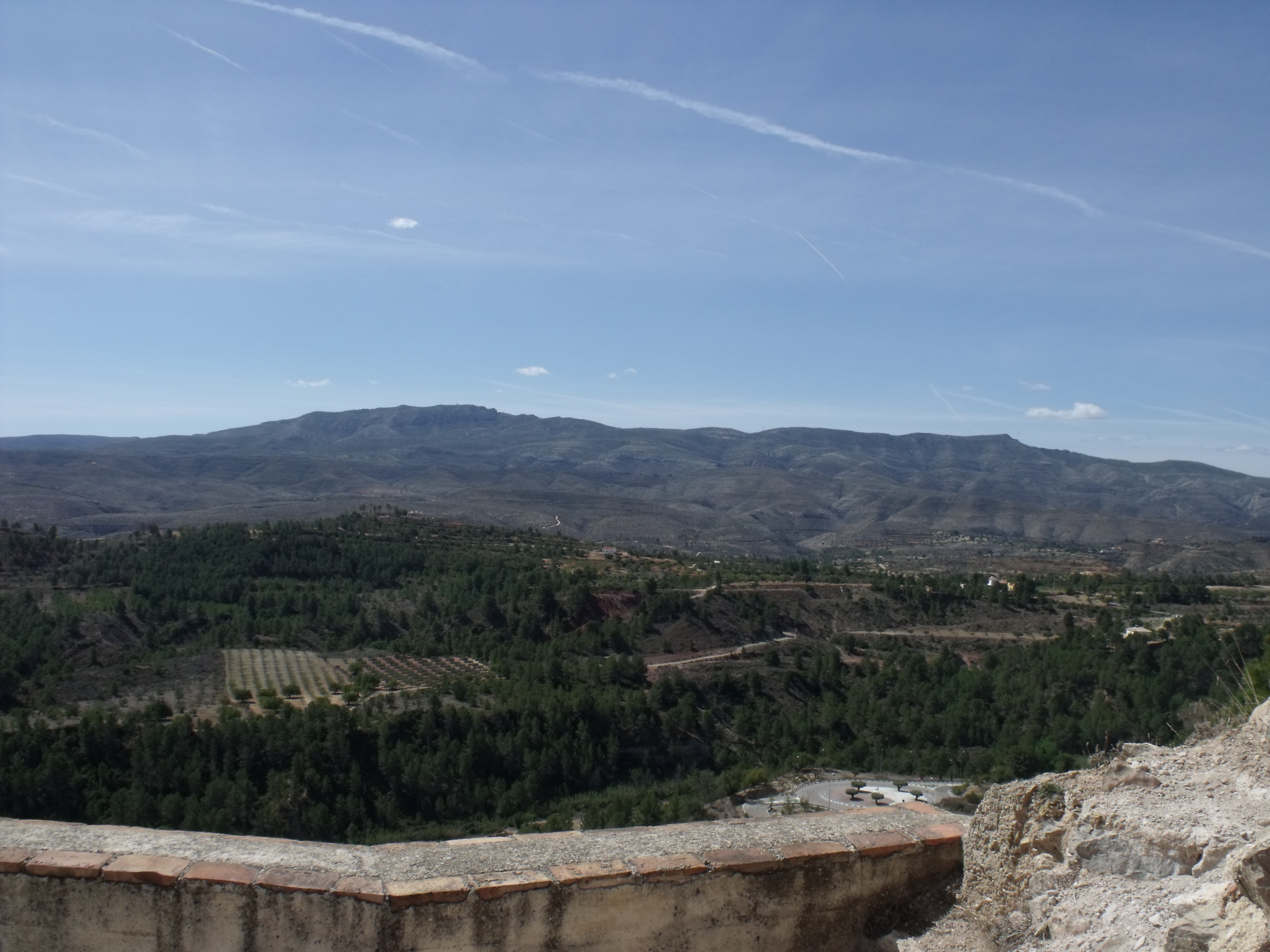
Vall de la rambla de l'Horteta.

Basada tradicionalment en l'agricultura de secà amb predomini del cultiu de l'olivera, vinya i garrofera. Produïx oli d'oliva d'excel·lent qualitat.

## Monuments
Entre els llocs d'interés dins del nucli urbà es troben la Plaza de los Árboles, amb arbres centenaris, la font del Bolot, realitzada en les primeries del segle XX amb rajoles d'estil moderniste i una bona mostra de l'arquitectura rural d'interior. Del seu patrimoni destaca:
- El castell. Bressol de la població, ja que la seua fundació podria datar-se de l'Edat del Bronze, encara que el seu floriment és d'època islàmica (segle xi). Actualment es troba en estat de ruïna i l'ajuntament està estudiant crear-hi un parc arqueològic.
- Església de la Transfiguració del Salvador. Construïda en el segle xvii, té un bonic campanar barroc.

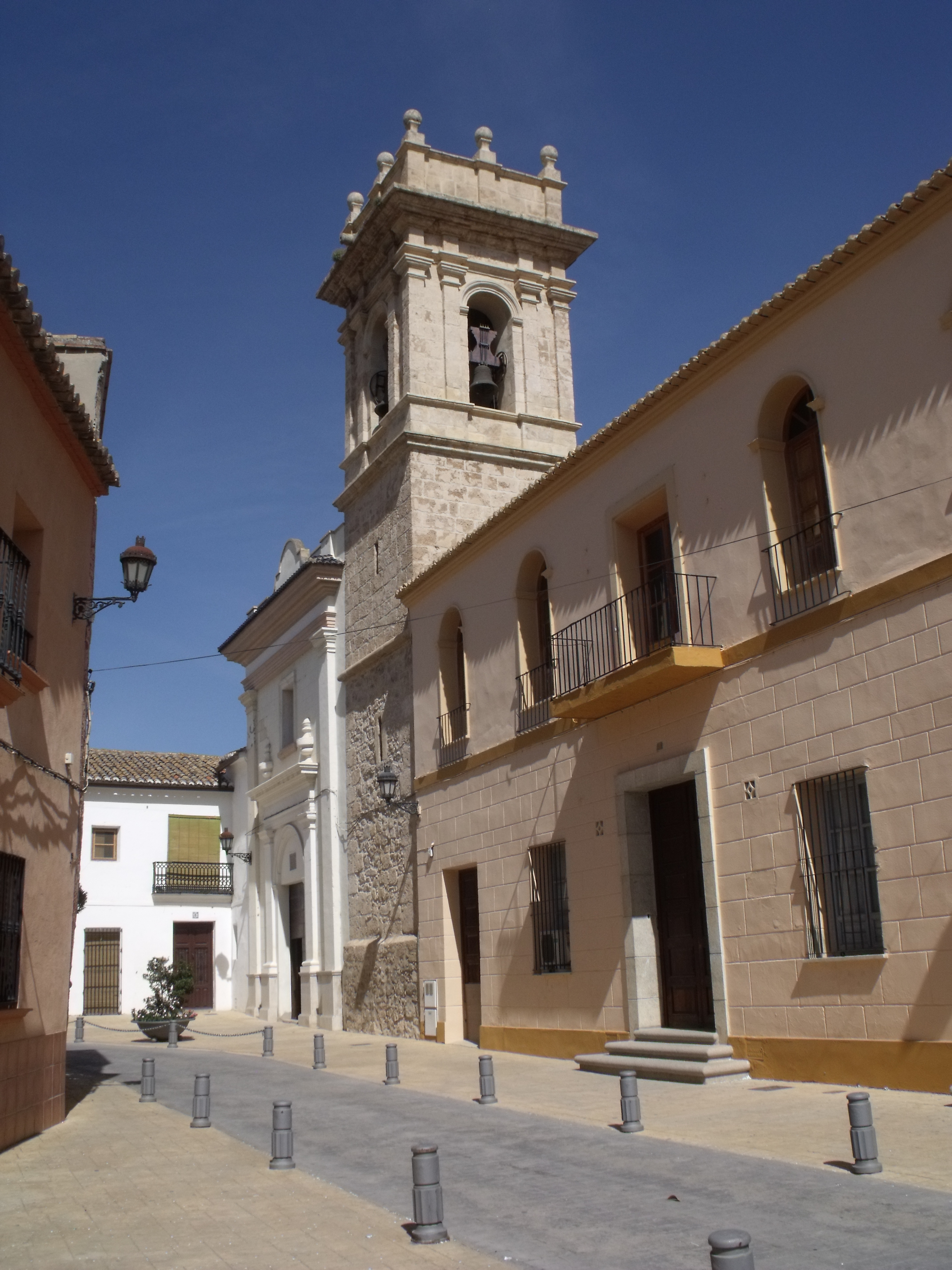
Església i plaça de l'Església.
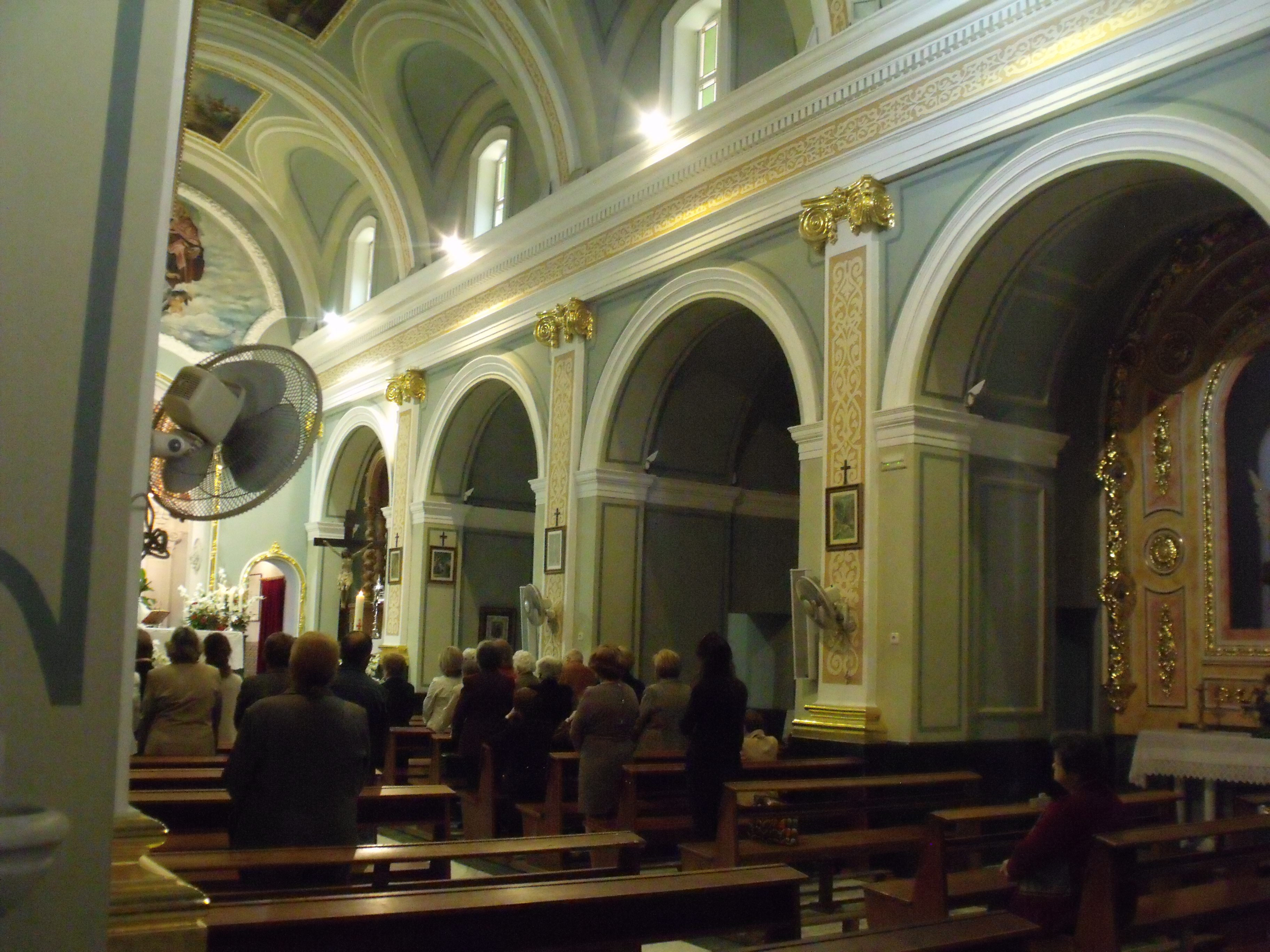
Nau de l'església parroquial.
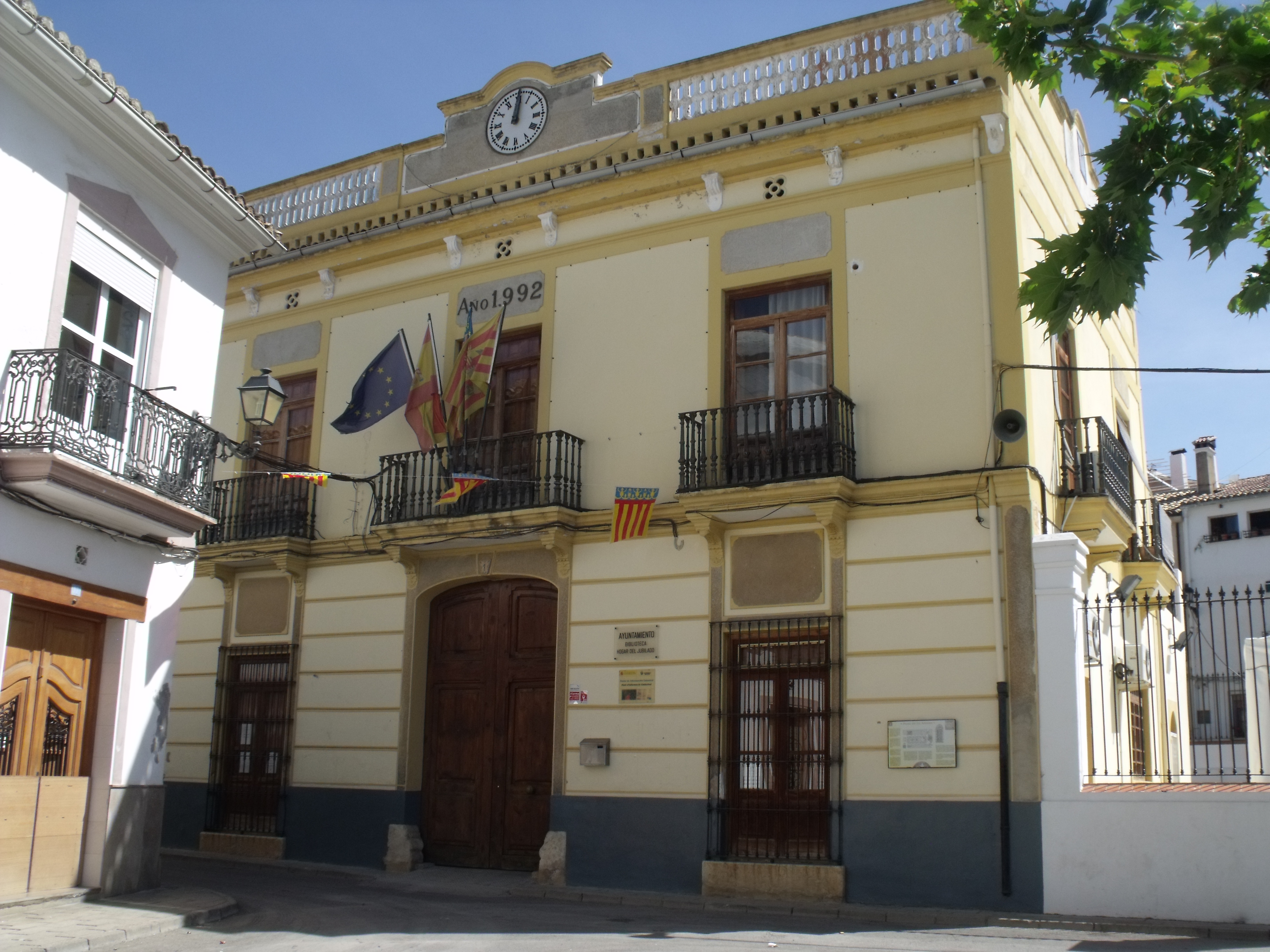
Ajuntament.
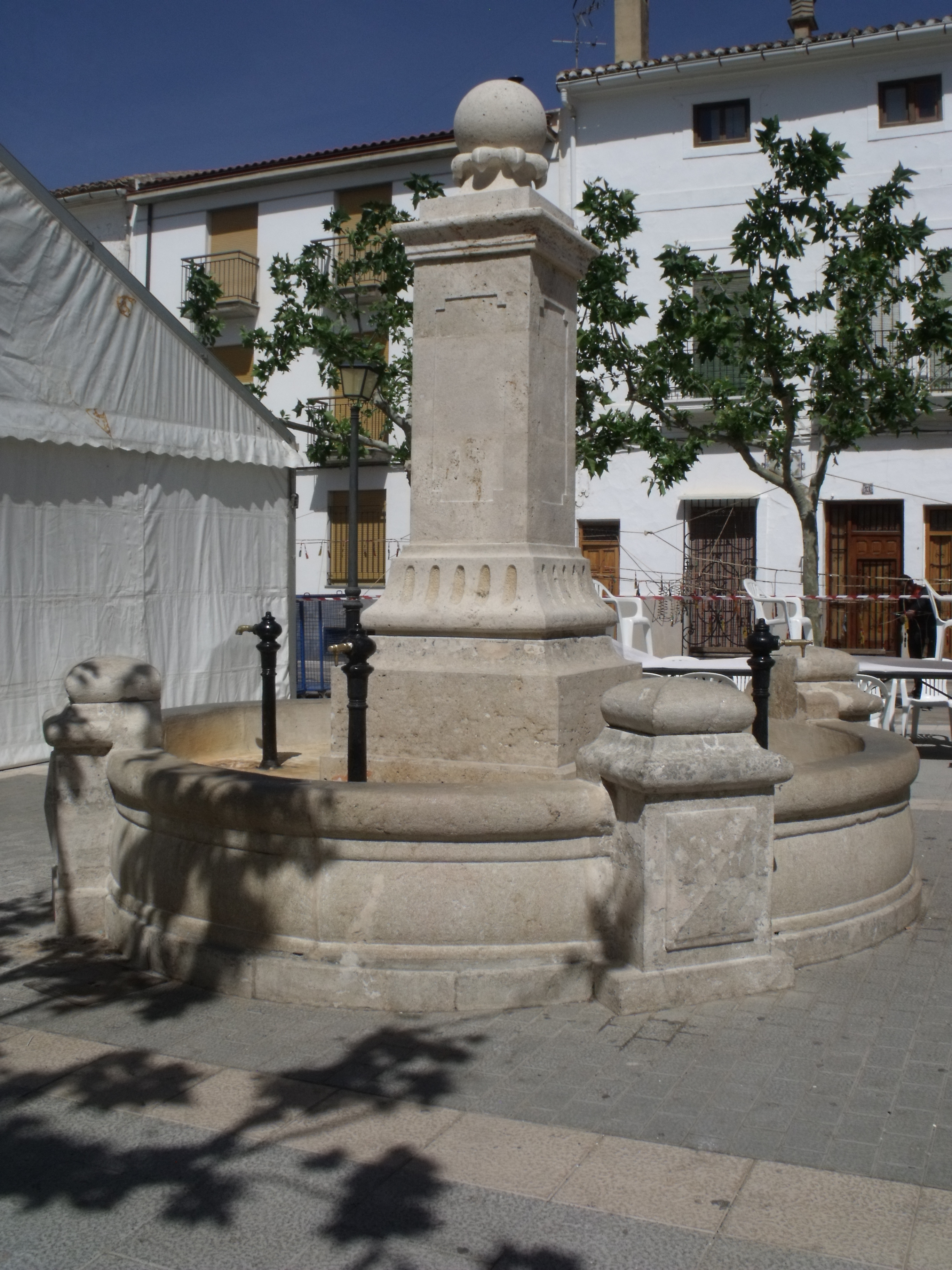
Font de la Plaza de los Árboles.
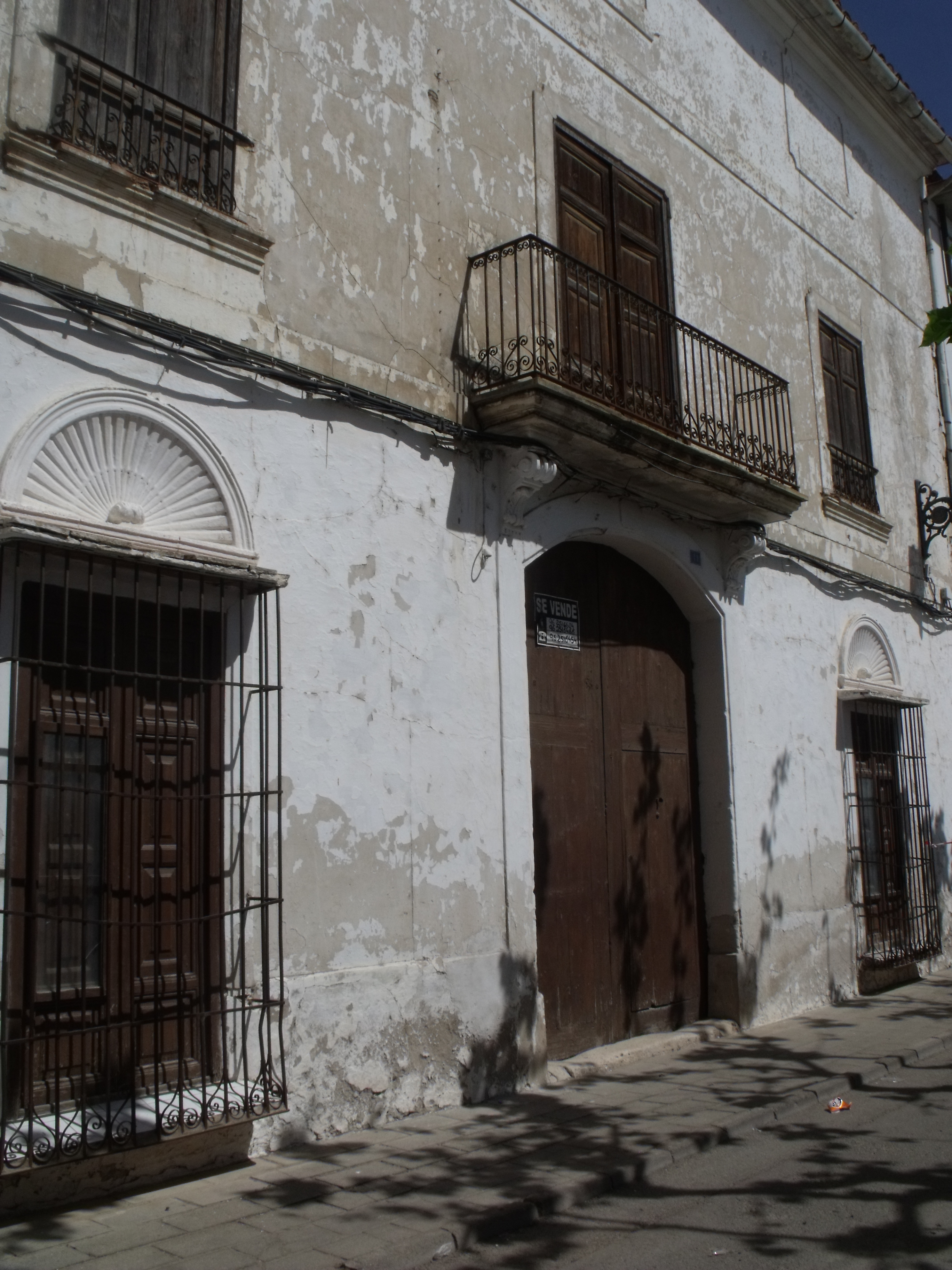
Plaza de los Árboles, 11.

## Festes i celebracions
- Festes Patronals. Es porten a terme durant la primera quinzena d'agost. En elles es combinen actes religiosos i de caràcter pagà. Estan dedicats als patrons Sant Salvador i Santa Bàrbara.
- Setmana taurina. Immediatament després, i durant tota una setmana, es duen a terme festejos taurins organitzats per la Comissió.
- Festes de les Filles de Maria. Sempre tenen lloc el primer cap de setmana de setembre. En elles, a més dels actes religiosos en honor de la Mare de Déu, es realitzen revetles, cavalcades, ofrenes de flors, mascletades i castell de focs artificials.